# یاندکس مپ
نقشه یاندکس یا یاندکس مپ  (به انگلیسی: Yandex Map) یک مپ سرویس از سرویس‌های موتور جستجوگر یاندکس است که در سال ۲۰۰۴ میلادی راه اندازی شد. این سرویس یک نقشه کلی از جهان ارائه می‌دهد که شامل جستجوی اطلاعات مکانی و اطلاعات در مورد ترافیک و مسیریابی آنلاین است یاندکس مپ محبوب‌ترین سرویس نقشه آنلاین در روسیه است و حدود ۱۱ و نیم میلیون کاربر در روسیه و پیش از ۲۰ میلیون کاربر در سراسر جهان دارد

## امکانات
این سرویس ابتدا نقشه‌های روسیه و اوکراین را شامل می‌شد اما اکنون نقشه‌های جهانی را نیز شامل می‌شود.

### نقشه‌های در یاندکس مپ به چهار دسته تقسیم می‌شوند
- نقشه‌ها
- تصاویر ماهواره ای
- تصاویر ماهواره ای با زیرنویس
- نقشه‌های ترکیبی

کاربران می‌توانند با رسم کردن خط بین نقاط مسافت را اندازه‌گیری کنند و مسیرها را دریافت کنند
همچنین یاندکس مپ دارای نرم‌افزار برای تلفن‌های همراه اندروید و آی او اس و سیستم رایانه است.

## ویرایش‌گر نقشه
کاربرانی که حساب یاندکس دارند می‌توانند در بهبود نقشه کمک کنند و مکان‌ها و مختصات جدیدی به نقشه اضافه کنند این تنظیمات با استفاده از ادیتور مپ یاندکس امکان‌پذیر است